# Шкропети
Шкропети (хорв. Škropeti) — населений пункт у Хорватії, в Істрійській жупанії у складі громади Каройба.

## Населення
Населення за даними перепису 2011 року становило 431 осіб.
Динаміка чисельності населення поселення:

## Клімат
Середня річна температура становить 12,04 °C, середня максимальна – 25,63 °C, а середня мінімальна – -2,28 °C. Середня річна кількість опадів – 1081 мм.
| Клімат поселення                              | Клімат поселення | Клімат поселення | Клімат поселення | Клімат поселення | Клімат поселення | Клімат поселення | Клімат поселення | Клімат поселення | Клімат поселення | Клімат поселення | Клімат поселення | Клімат поселення | Клімат поселення |
| Показник                                      | Січ.             | Лют.             | Бер.             | Квіт.            | Трав.            | Черв.            | Лип.             | Серп.            | Вер.             | Жовт.            | Лист.            | Груд.            |                  |
| Середній максимум, °C                         | 9,02             | 9,73             | 12,60            | 16,27            | 21,26            | 25,17            | 25,63            | 25,03            | 20,48            | 16,02            | 11,09            | 8,15             |                  |
| Середня температура, °C                       | 3,37             | 4,08             | 6,94             | 10,60            | 15,60            | 19,51            | 21,96            | 21,36            | 16,81            | 12,36            | 7,42             | 4,48             |                  |
| Середній мінімум, °C                          | −2,28            | −1,57            | 1,29             | 4,96             | 9,96             | 13,87            | 18,29            | 17,70            | 13,14            | 8,69             | 3,76             | 0,82             |                  |
| Норма опадів, мм                              | 78               | 63               | 80               | 90               | 80               | 94               | 67               | 93               | 95               | 117              | 125              | 99               |                  |
| Середньомісячна швидкість вітру, м/с          | 1.84             | 2.12             | 2.32             | 2.36             | 2.12             | 2.02             | 1.99             | 1.91             | 1.89             | 2.02             | 2.07             | 1.98             |                  |
| Середньомісячна сонячна радіація, кДж/м²·день | 4522             | 7458             | 10662            | 14993            | 19189            | 20779            | 21847            | 18739            | 13954            | 9013             | 4940             | 3801             |                  |
| --------------------------------------------- | ---------------- | ---------------- | ---------------- | ---------------- | ---------------- | ---------------- | ---------------- | ---------------- | ---------------- | ---------------- | ---------------- | ---------------- | ---------------- |
| Джерело:                                      |                  |                  |                  |                  |                  |                  |                  |                  |                  |                  |                  |                  |                  |